# Anse-Rouge
Anse-Rouge (Haïtiaans-Creools: Ans Wouj) is een stad en gemeente in Haïti met 43.000 inwoners. De plaats ligt aan de Golf van Gonâve, 42 km ten noordwesten van de stad Gonaïves. De gemeente maakt deel uit van het arrondissement Gros-Morne in het departement Artibonite.

## Algemeen
De wegen zijn vrij slecht. Het duurt 2 uur om Gonaïves te bereiken, en het is 6 uur naar Port-au-Prince. Er is geen elektriciteit, geen politie en geen openbaar vervoer. Er is één waterput voor de hele gemeenschap. Er is een ziekenhuis, maar dit is slecht bemand. Er zijn vrij veel scholen. Vele daarvan zijn gefinancierd door kerken.

## Economie
De plaats wordt omgeven door zoutmoerassen. Hier wordt door de bevolking zout gewonnen. De infrastructuur hiervoor is echter in 2004 verwoest door de orkaan Jeanne. Een andere bron van inkomsten is de visserij.
Verder wordt er katoen verbouwd en verwerkt. Ook vindt er bijenteelt plaats.

## Bevolking
In 2009 had de gemeente 39.463 inwoners, in 2003 werden 32.104 inwoners geteld. Dit komt neer op een stijging van 3,5% per jaar.
Van de bevolking woont 36% in de dorpskernen en 64% in ruraal gebied. 50,0% van de bevolking is mannelijk. 44% van de bevolking is jonger dan 18 jaar.

## Indeling
De gemeente bestaat uit de volgende sections communales:
| Nr. | Naam            | Km²    | Inw.2015 |
| --- | --------------- | ------ | -------- |
| 1   | L'Arbre         | 277,65 | 17.647   |
| 2   | Sources Chaudes | 156,70 | 25.748   |